# Sigmundsherberg
Sigmundsherberg ist eine Marktgemeinde mit 1698 Einwohnern (Stand 1. Jänner 2025) im Bezirk Horn in Niederösterreich.

## Geografie
Sigmundsherberg liegt im Waldviertel in Niederösterreich am nordöstlichen Rand des Horner Beckens. Das größte Gewässer ist die Pulkau. 
Die Fläche der Marktgemeinde umfasst 47,95 Quadratkilometer. Davon sind 64 Prozent landwirtschaftliche Nutzfläche, 29 Prozent der Fläche sind bewaldet.

### Gemeindegliederung
| Katastralgemeinden | Ortschaften in der Gemeinde |
| --- | --- |
| Brugg (2,17 km²) Kainreith (6,77 km²) Missingdorf (3,06 km²) Rodingersdorf (6,91 km²) Röhrawiesen (5,96 km²) Sigmundsherberg (4,29 km²) Theras (13,85 km²) Walkenstein (4,94 km²) | Brugg (D) · Kainrath (D) · Missingdorf (D) · Rodingersdorf (D) · Röhrawiesen (D) · Sigmundsherberg (M) · Theras (D) Therasburg (W) Walkenstein (D) |
| Legende | |

| In der Spalte Katastralgemeinden sind sämtliche Katastralgemeinden einer Gemeinde angeführt. In der Klammer ist die jeweilige Fläche in km² angegeben. |
| In der Spalte Ortschaften sind sämtliche von der Statistik Austria erfassten Siedlungen, die auch eine eigene Ortschaftskennziffer aufweisen, angeführt. In der Hierarchieebene derselben Spalte, rechts eingerückt, werden nur Ansiedlungen, die mindestens aus mehreren Häusern bestehen, dargestellt. Die wichtigsten der verwendeten Abkürzungen sind: - M = Hauptort der Gemeinde - Stt = Stadtteil - R = Rotte - W = Weiler - D = Dorf - ZH = Zerstreute Häuser - Sdlg = Siedlung - Hgr = Häusergruppe - E = Einzelgehöft (nur wenn sie eine eigene Ortschaftskennziffer haben) Die komplette Liste der Statistik Austria ist in: Topographische Siedlungskennzeichnung nach STAT Zu beachten ist, dass manche Orte unterschiedliche Schreibweisen haben können. So können sich Katastralgemeinden anders schreiben als gleichnamige Ortschaften bzw. Gemeinden. Quelle: Statistik Austria – |

Das Gemeindegebiet umfasst folgende Ortschaften (in Klammern Einwohnerzahl Stand 1. Jänner 2025):
- Brugg (81)
- Kainreith (149)
- Missingdorf (105)
- Rodingersdorf (298)
- Röhrawiesen (61)
- Sigmundsherberg (694)
- Theras (224) samt Therasburg
- Walkenstein (86)

Mit der NÖ. Kommunalstrukturverbesserung wurden zum 1. Jänner 1972 die Gemeinden Sigmundsherberg, Rodingersdorf, Kainreith, Walkenstein, Brugg, Röhrawiesen und Missingdorf zur Gemeinde Sigmundsherberg zusammengelegt.
Der Hauptort Sigmundsherberg, Missingdorf und Rodingersdorf haben die Postleitzahl 3751, Brugg, Kainreith, Röhrawiesen und Walkenstein die Postleitzahl 3752 und Theras die Postleitzahl 3742.

### Nachbargemeinden
| Geras   | Weitersfeld                                 |        |
| Pernegg | Kompassrose, die auf Nachbargemeinden zeigt | Pulkau |
| Horn    | Meiseldorf                                  |        |

## Geschichte
Der Fund einer Steinklinge zeigt, dass das Gebiet schon in der Jungsteinzeit besiedelt war.
Anlässlich des Verkaufs zweier Lehen wurde Sigmundsherberg am 13. Juni 1302 erstmals schriftlich erwähnt. Das Stift Geras hatte die Grundherrschaft, aber sowohl das Geschlecht der Dachsberger als auch die Eyczinger hatten hier Grundbesitz. 1425 verwüsteten die Hussiten den Ort, aber die kaiserlichen Truppen, die 1619/1620 auf dem Weg nach Böhmen hier durchzogen, waren um nichts besser.
Dass Sigmundsherberg 1795 zum Werbebezirk des Regimentes Ferdinand Toskana gehörte, änderte nichts daran, dass es in Wirklichkeit bedeutungslos war. In den Jahren 1867 bis 1870 wurde die Franz-Josefs-Bahn durch den Ort geführt. 1872 wurde eine Verbindungsbahn nach Zellerndorf errichtet und 1889 die Kamptalbahn. Innerhalb von zwölf Jahren war aus Sigmundsherberg ein Bahnknotenpunkt geworden und hatte trotzdem im Jahre 1880 erst 28 Häuser und 251 Einwohner. 1900 gab es schon 49 Häuser und 538 Einwohner. In einem dieser Häuser war der am 20. Oktober 1892 errichtete Gendarmerieposten untergebracht.
1902 erhielt die Franz-Josefs-Bahn ihr zweites Gleis und 1911 Sigmundsherberg den elektrischen Strom. 1914 brach der Erste Weltkrieg aus, 1915 wurde hier mit dem Kriegsgefangenenlager Sigmundsherberg eines der größten Kriegsgefangenenlager (für 125.000 Gefangene) der österreichisch-ungarischen Monarchie errichtet (mit eigenem Gleisanschluss) und ursprünglich mit russischen, ab 1916 aber italienischen Gefangenen belegt. Das Lager bestand bis 1919, traurige Erinnerung daran ist der immer noch bestehende Lagerfriedhof.
Wegen der Inflation nach dem Krieg gab die Gemeinde Sigmundsherberg Notgeld aus, das in der Zeit vom 1. bis 31. Dezember 1920 in gesetzliches Geld rückgewechselt wurde. Gedruckt wurde dieses Geld von der Druckerei Berger in Horn. 1919 wurde ein Kino eröffnet und 1920 die Freiwillige Feuerwehr gegründet. 1923 gab es 102 Häuser und 906 Einwohner.
Am 15. September 1938 wurden im Zuge der Sudetenlandbesetzung Panzer- und Flakeinheiten in Sigmundsherberg einquartiert. Der 20. Oktober 1938 brachte die Zusammenlegung der Gemeinden Sigmundsherberg, Maigen, Rodingersdorf, Kainreith, Walkenstein, Brugg, Röhrawiesen, Stockern und Klein Meiseldorf zur Großgemeinde Sigmundsherberg mit einer Einwohnerzahl von 3.021 Einwohnern. 1946 wurde diese Großgemeinde wieder aufgelöst. 1959 wurde die Franz-Josefs-Bahn zwischen Sigmundsherberg und Gmünd wieder eingleisig geführt und von Dampf- auf Dieselbetrieb umgestellt.
Der Landtag von Niederösterreich beschloss 1961 die Markterhebung von Sigmundsherberg, die Markterhebungsfeiern fanden am 27. Mai 1962 statt. Ab 1967 wurde auf der Bahnstrecke zwischen Absdorf und Sigmundsherberg ebenfalls ein Gleis abgebaut.

### Bevölkerungsentwicklung
| Sigmundsherberg: Einwohnerzahlen von 1869 bis 2025  | Sigmundsherberg: Einwohnerzahlen von 1869 bis 2025 | Sigmundsherberg: Einwohnerzahlen von 1869 bis 2025 | Sigmundsherberg: Einwohnerzahlen von 1869 bis 2025 | Sigmundsherberg: Einwohnerzahlen von 1869 bis 2025 |
| --------------------------------------------------- | -------------------------------------------------- | -------------------------------------------------- | -------------------------------------------------- | -------------------------------------------------- |
| Jahr                                                |                                                    |                                                    |                                                    | Einwohner                                          |
| 1869                                                | 1869                                               |                                                    | 1.860                                              | 1.860                                              |
| 1880                                                | 1880                                               |                                                    | 1.985                                              | 1.985                                              |
| 1890                                                | 1890                                               |                                                    | 2.085                                              | 2.085                                              |
| 1900                                                | 1900                                               |                                                    | 2.362                                              | 2.362                                              |
| 1910                                                | 1910                                               |                                                    | 2.589                                              | 2.589                                              |
| 1923                                                | 1923                                               |                                                    | 2.861                                              | 2.861                                              |
| 1934                                                | 1934                                               |                                                    | 2.738                                              | 2.738                                              |
| 1939                                                | 1939                                               |                                                    | 2.593                                              | 2.593                                              |
| 1951                                                | 1951                                               |                                                    | 2.506                                              | 2.506                                              |
| 1961                                                | 1961                                               |                                                    | 2.426                                              | 2.426                                              |
| 1971                                                | 1971                                               |                                                    | 2.200                                              | 2.200                                              |
| 1981                                                | 1981                                               |                                                    | 2.035                                              | 2.035                                              |
| 1991                                                | 1991                                               |                                                    | 1.887                                              | 1.887                                              |
| 2001                                                | 2001                                               |                                                    | 1.802                                              | 1.802                                              |
| 2011                                                | 2011                                               |                                                    | 1.667                                              | 1.667                                              |
| 2021                                                | 2021                                               |                                                    | 1.678                                              | 1.678                                              |
| 2025                                                | 2025                                               |                                                    | 1.698                                              | 1.698                                              |
| Quelle(n): Statistik Austria, Gebietsstand 1.1.2021 |                                                    |                                                    |                                                    |                                                    |

Die Abnahme der Bevölkerung in den letzten Jahrzehnten setzt sich zu etwa einem Drittel aus negativer Geburtenbilanz und zu zwei Drittel aus negativer Wanderungsbilanz zusammen.

## Kultur und Sehenswürdigkeiten
Bauwerke
- Ruine Neudegg
- Schloss Walkenstein

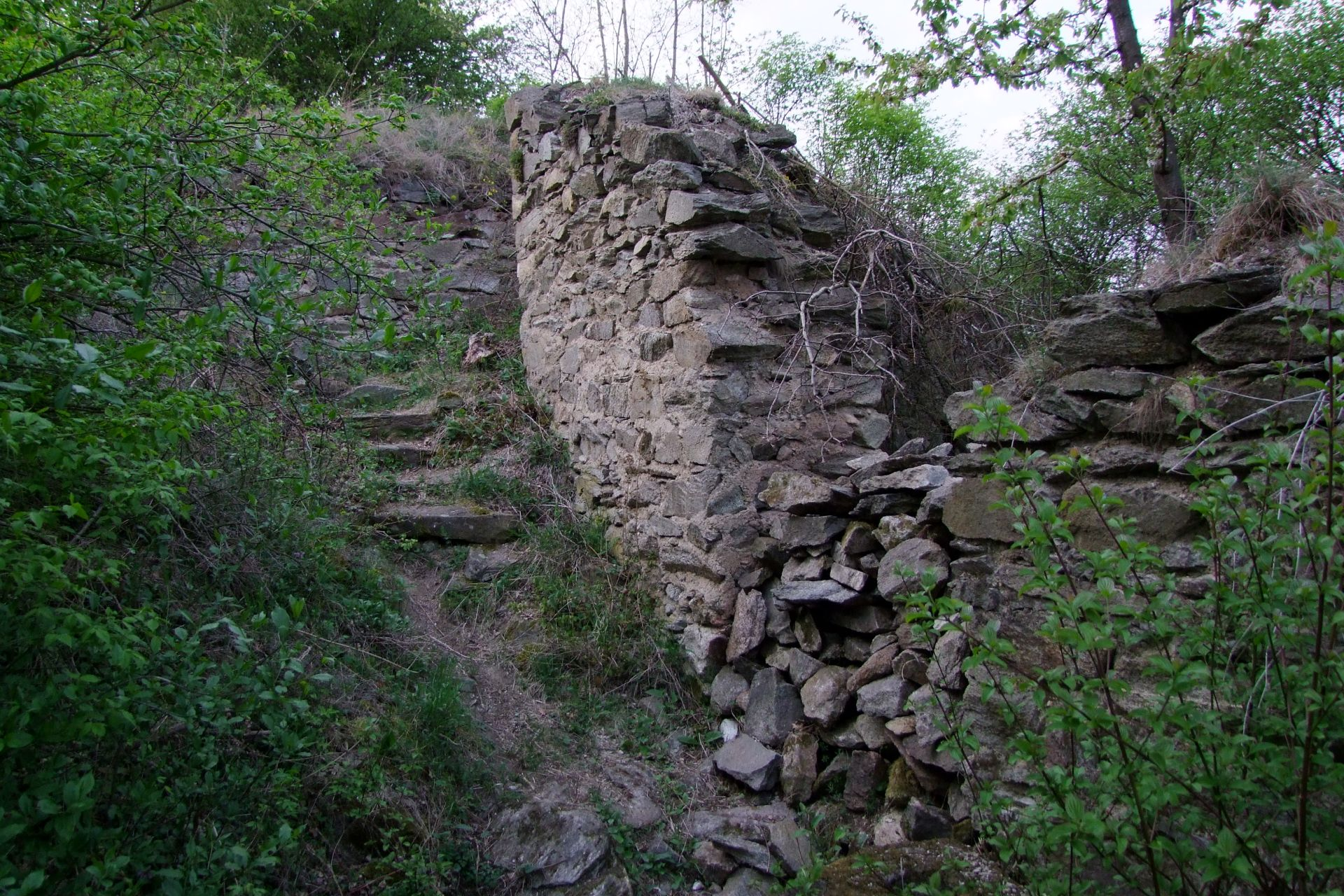
Ruine Neudegg

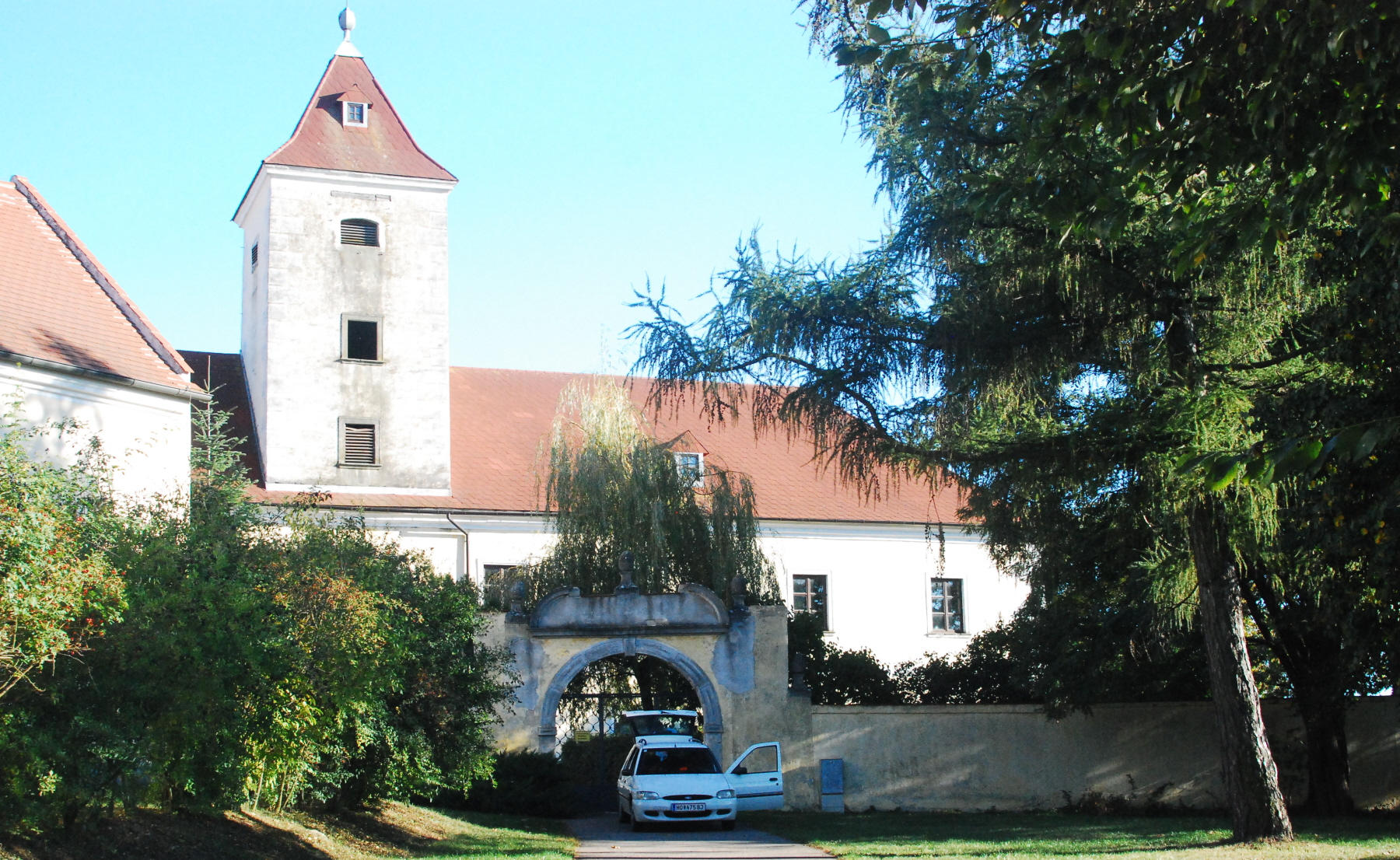
Schloss Walkenstein

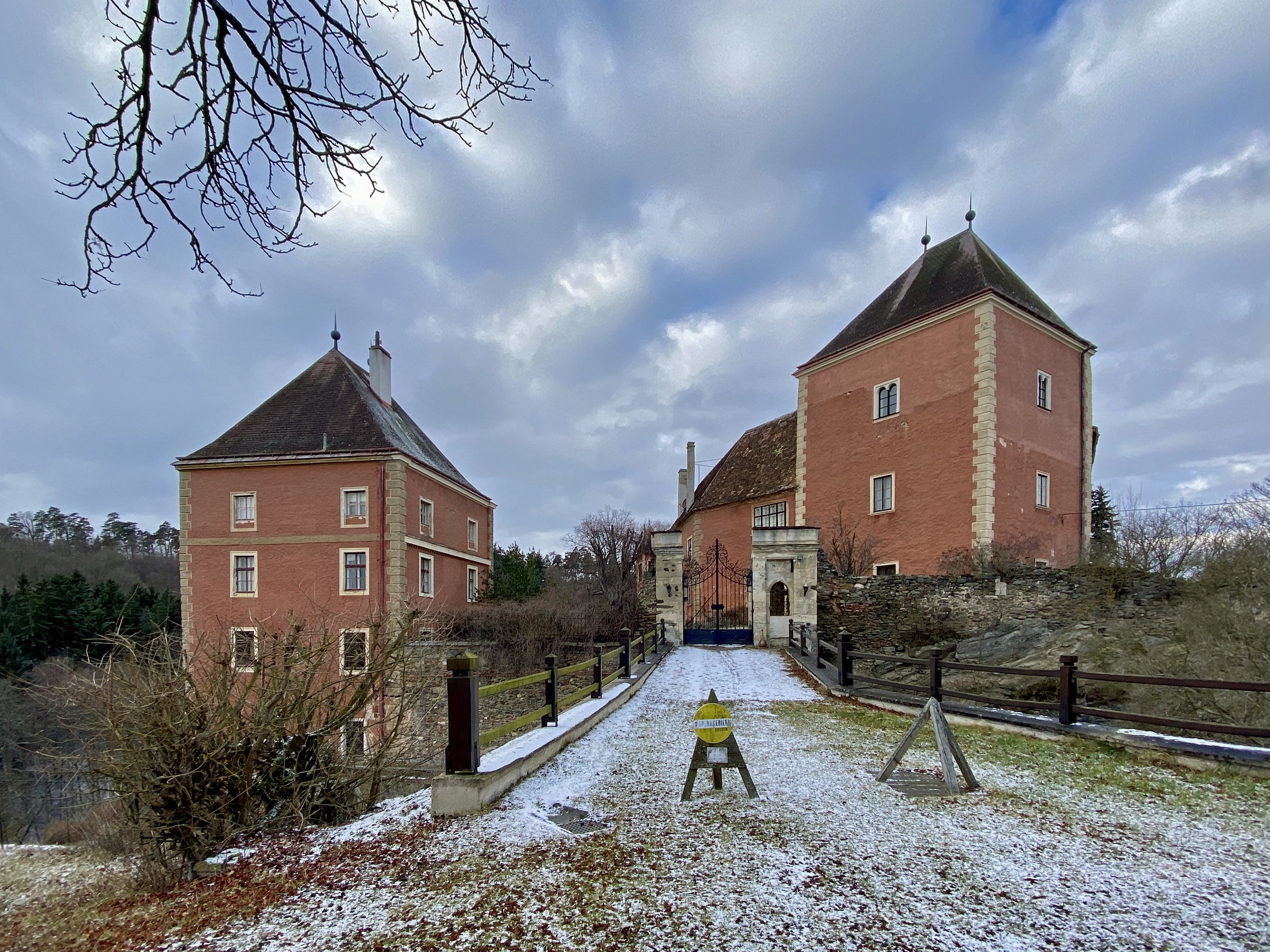
Schloss Therasburg

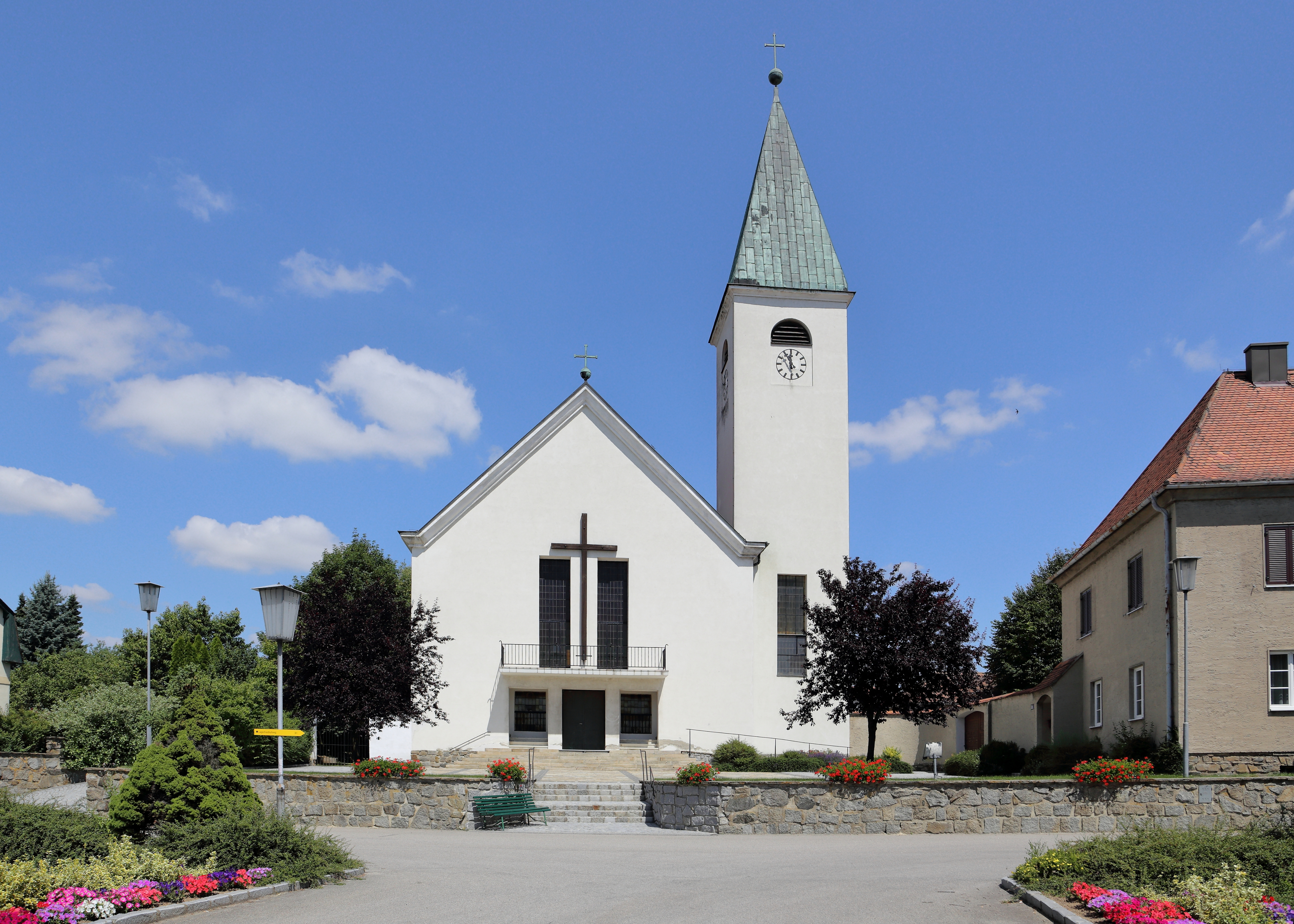
Pfarrkirche Sigmundsherberg

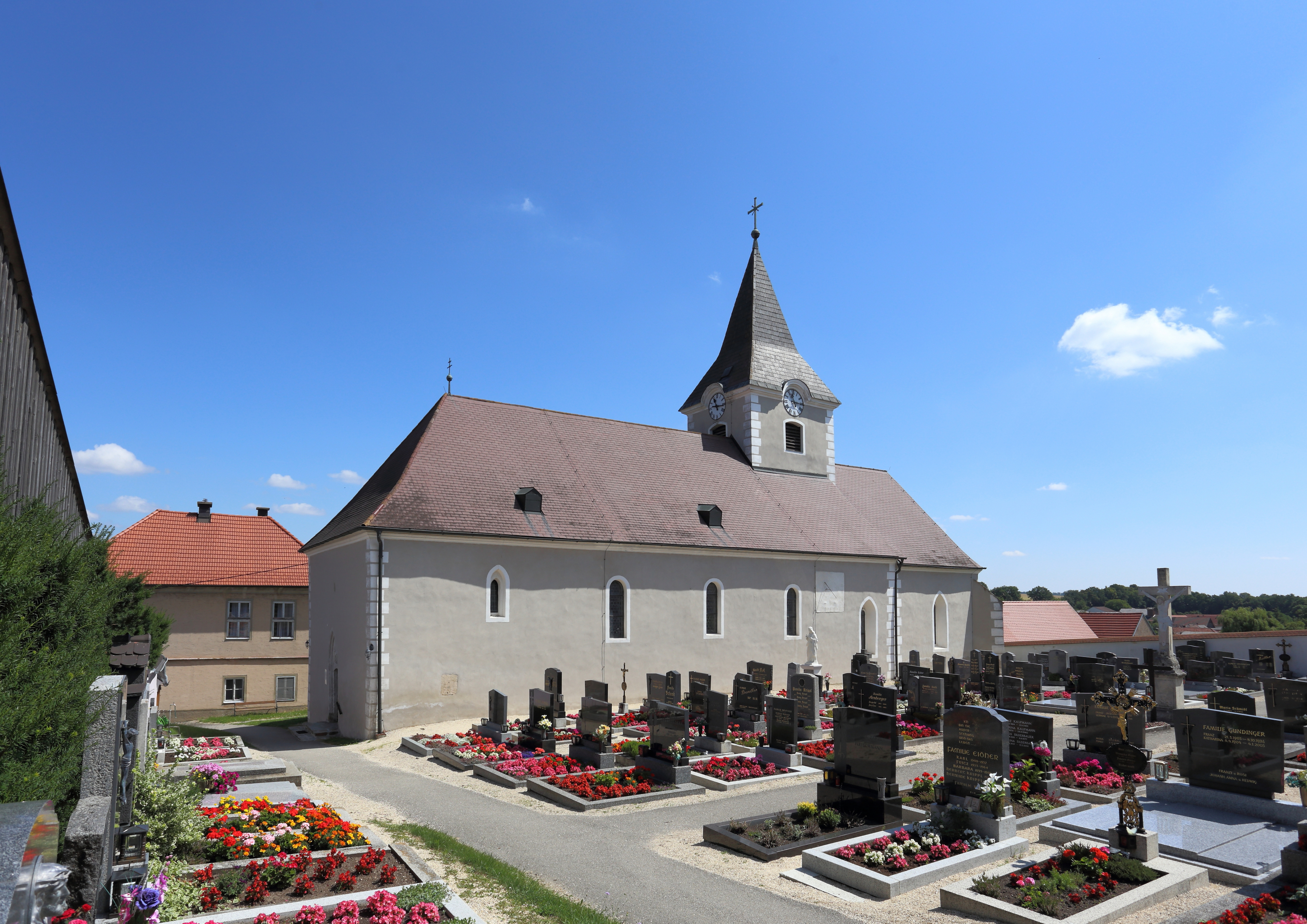
Pfarrkirche Theras

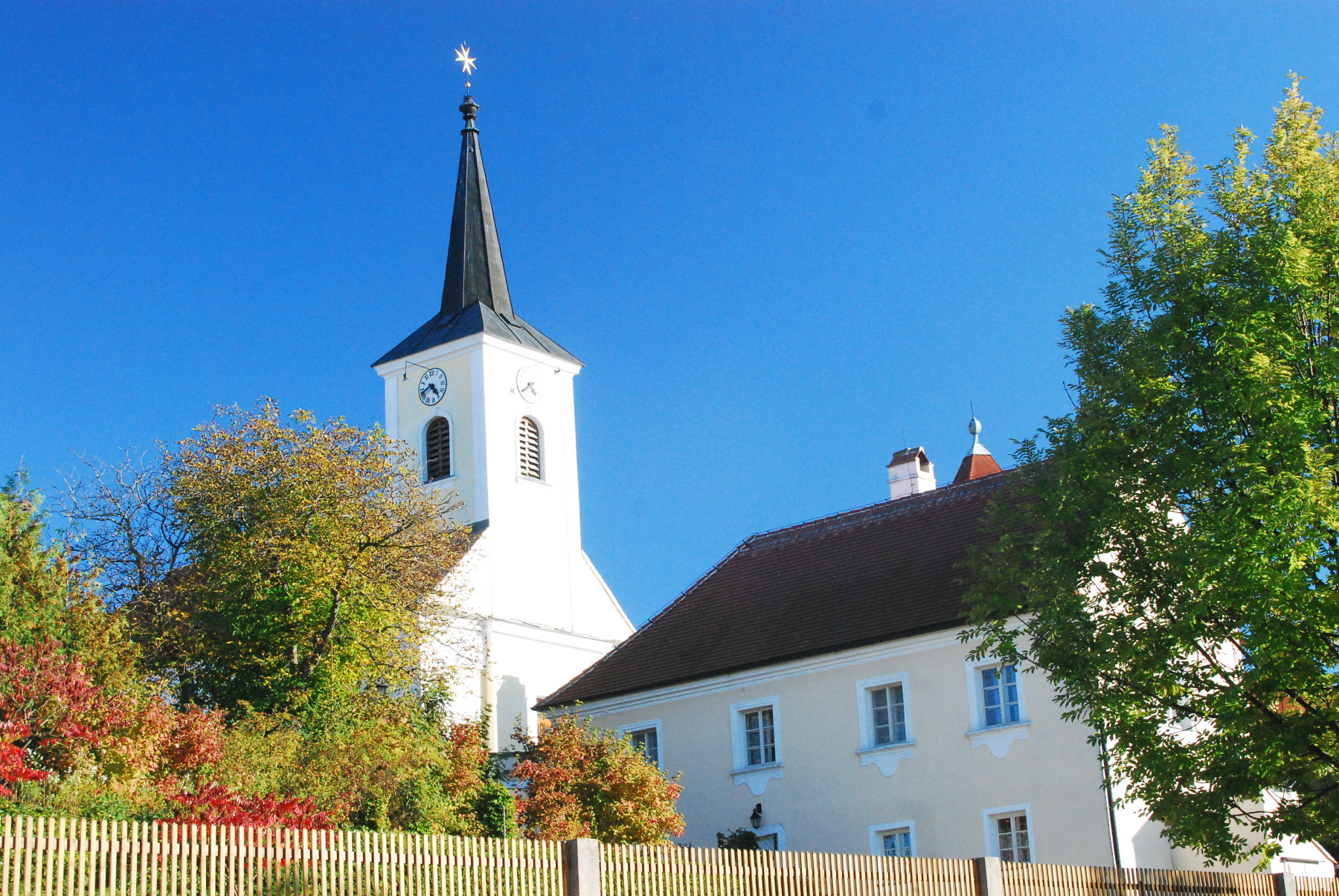
Pfarrkirche Walkenstein

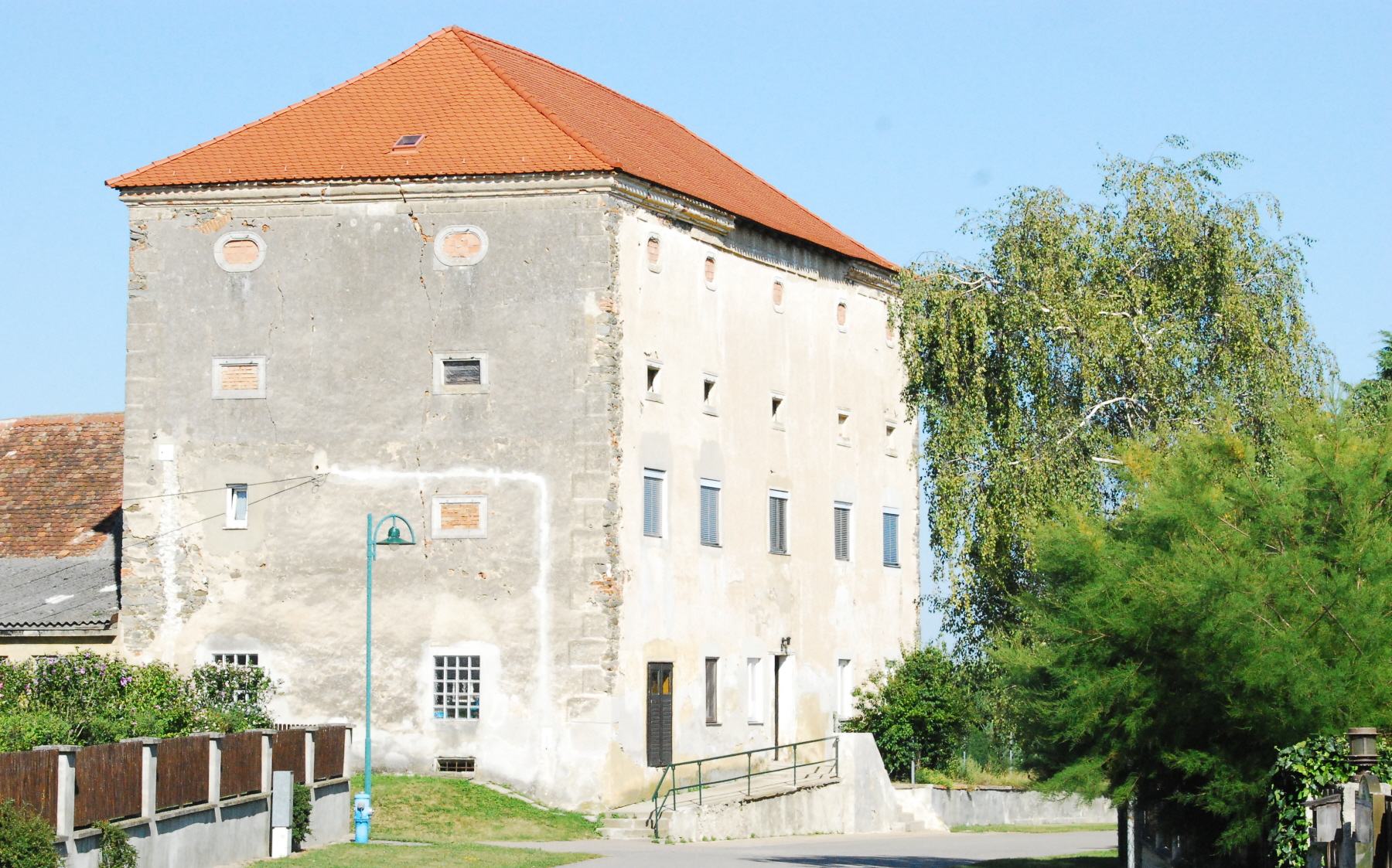
Schüttkasten Missingdorf

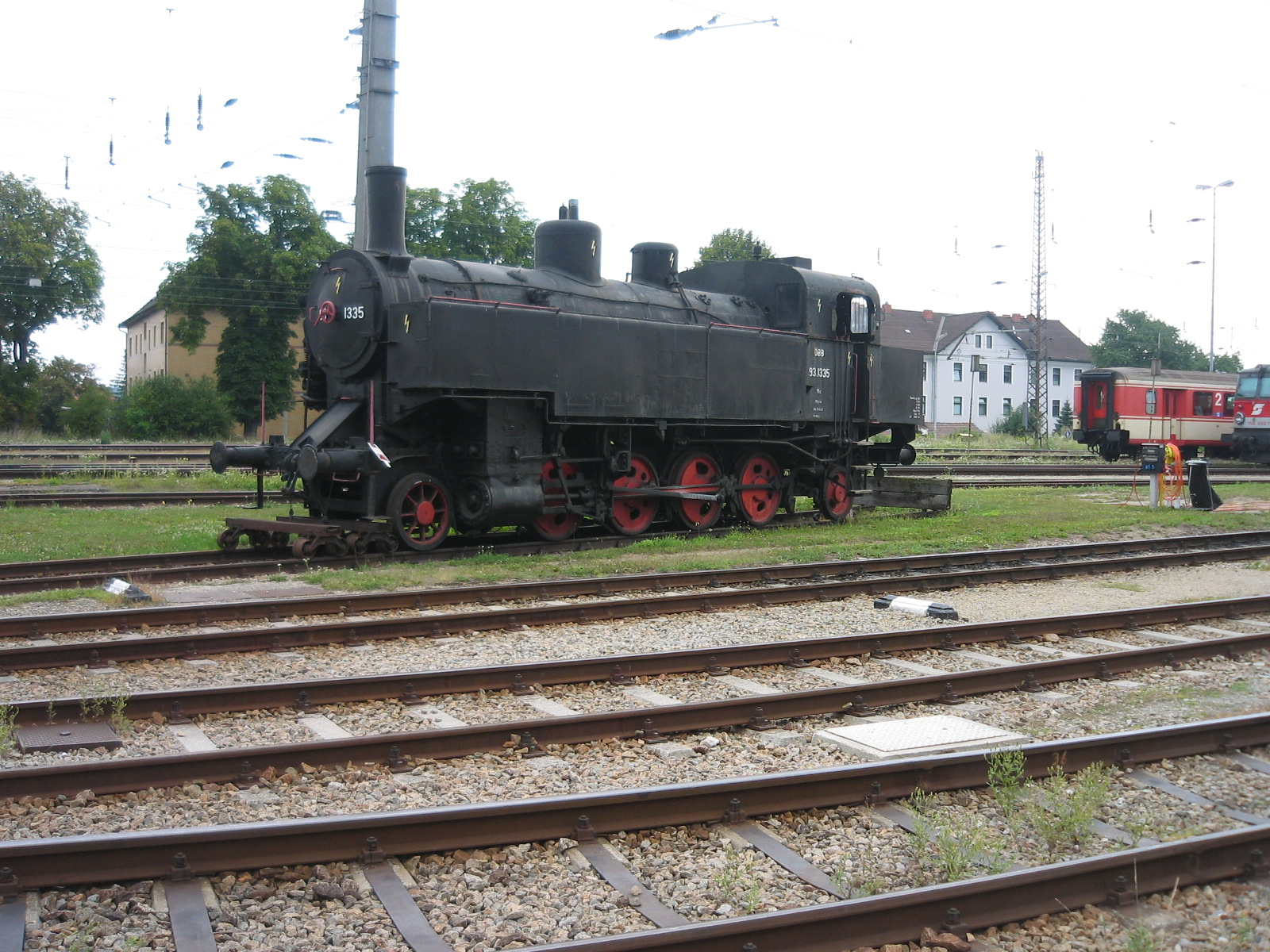
Dampflok BBÖ 378 im Eisenbahnmuseum Sigmundsherberg

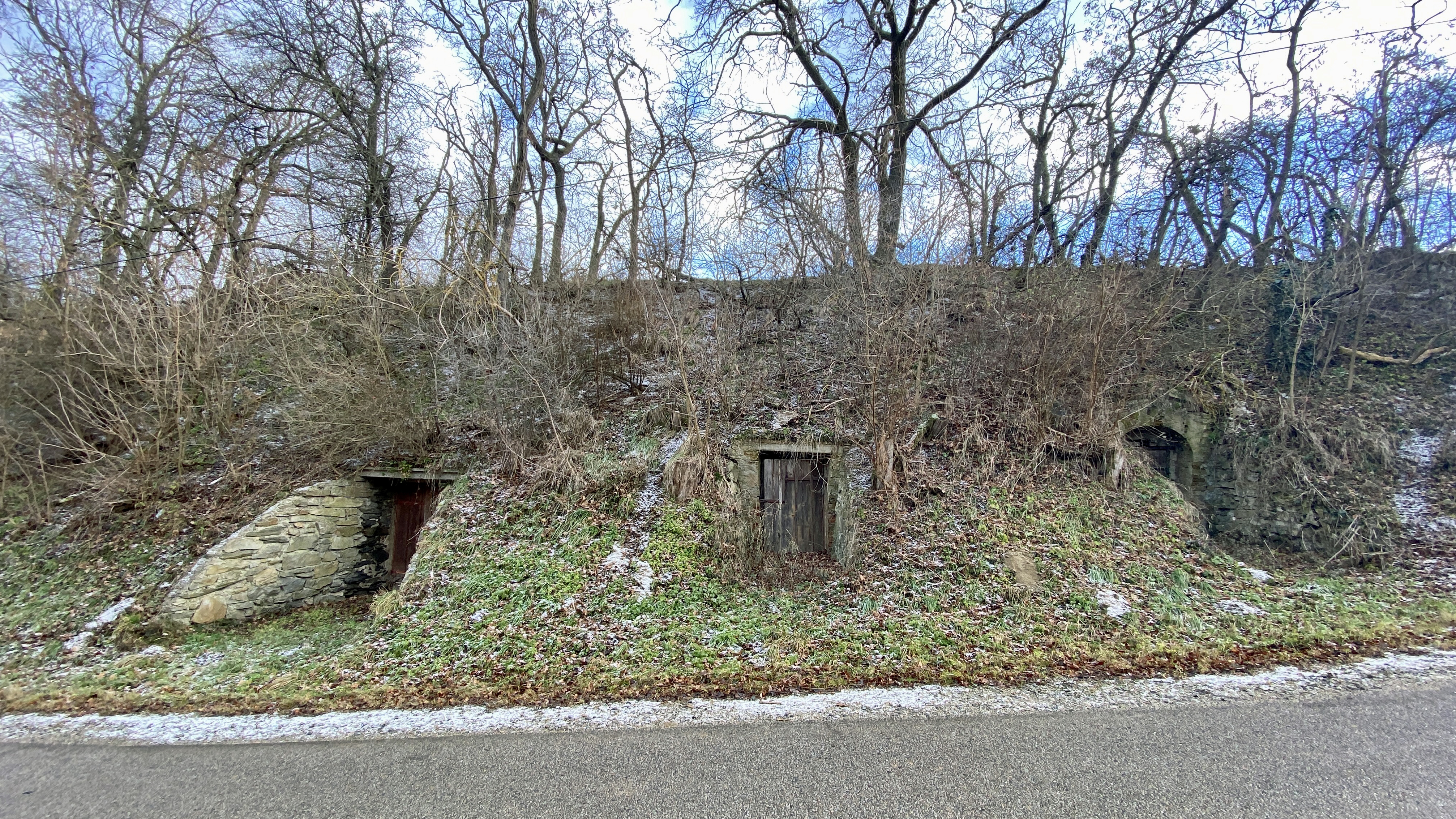
Kellergasse in Theras

- Katholische Pfarrkirche Sigmundsherberg hl. Christophorus: Die Pfarrkirche wurde von 1936 bis 1937 nach einem Entwurf des St. Pöltner Architekten Rudolf Wondracek erbaut.
- Katholische Pfarrkirche Theras: Die erhöht gelegene Pfarrkirche zur Kreuzerhöhung vereint verschiedene Baustile, vom vermutlich romanischen Kern über gotische und barocke Elemente bis zur überwiegend neugotischen Einrichtung.
- Katholische Pfarrkirche Walkenstein: Die Pfarrkirche Sankt Margaretha wurde 1804 als josephinische Saalkirche erbaut, wobei der mittelalterliche Grundriss beibehalten wurde.
- Katholische Pfarrkirche Rodingersdorf hl. Laurenz: Die 1281 urkundlich genannte Kirche als romanisches gotisches Bauwerk wurde barockisiert.

Museen
- Das Eisenbahnmuseum Sigmundsherberg wurde 1987 eröffnet. Es vermittelt Informationen zur Kamptalbahn, zur Franz-Josefs-Bahn und zu den verschiedenen ehemaligen und aktuellen Lokomotiven der ÖBB, BBÖ usw. vermittelt. Dieseltriebwagen der Kamptalbahn können ebenfalls besichtigt werden.
- Motorradmuseum Sigmundsherberg: Seit 2009 befindet sich das 1980 in Eggenburg gegründete 1. Österreichische Motorradmuseum – Sammlung Ehn in Sigmundsherberg.[5]
- Oldtimermuseum, Kraftfahrzeugmuseum Sigmundsherberg: Seit 2010 wird hier anhand von über 150 Exponaten die Geschichte zahlreicher Automarken aus den USA und Europa dokumentiert.[6]

## Wirtschaft und Infrastruktur
Nichtlandwirtschaftliche Arbeitsstätten gab es im Jahr 2001 50, land- und forstwirtschaftliche Betriebe nach der Erhebung 1999 120. Die Zahl der Erwerbstätigen am Wohnort betrug nach der Volkszählung 2001 777. Die Erwerbsquote lag 2001 bei 44,28 Prozent.
In Österreich wurden nur in Sigmundsherberg bis 2010 Oblaten erzeugt. In Rodingersdorf sitzt mit dem Verlag Esterbauer der Herausgeber einer breit gefächerten Serie von Radtourenbüchern („bikeline“), Mountainbike- und Wanderführern. Er entwickelte sich um 1985 in Wien aus der Radfahrinitiative ARGUS.

### Öffentliche Einrichtungen
In Sigmundsherberg befindet sich ein Kindergarten und eine Volksschule.

### Verkehr
- Bahn: Sigmundsherberg ist ein Eisenbahnknoten an der Franz-Josefs-Bahn und an der Kamptalbahn. Die ÖBB betreiben den Bahnhof Sigmundsherberg. Der Bahnhof Kainreith-Walkenstein an der Franz-Josefs-Bahn wurde 1994 aufgelassen.
- Bus: Das Linienbusunternehmen PostBus fährt in Sigmundsherberg, Missingdorf und Rodingersdorf Haltestellen der Linie 1251 (Retz – Jetzelsdorf), in Sigmundsherberg, Brugg, Kainreith, Röhrawiesen, Theras und Walkenstein Haltestellen der Linie 1253 (Horn – Eggenburg) sowie in Sigmundsherberg, Missingdorf und Rodingersdorf Haltestellen der Linie 1351 (Horn – Weitersfeld) an. In den Nächten von Samstag auf Sonntag verkehrt der N8BUZZ (Schweinburg – Eggenburg – Horn), um Jugendliche von und zu Diskotheken in den beiden Bezirkszentren Horn und Eggenburg zu transportieren.
- Straße: Die Pulkautal Straße (B45) führt durch Sigmundsherberg.

## Politik

### Gemeinderat
Der Gemeinderat hat 19 Mitglieder.
- Nach den Gemeinderatswahlen in Niederösterreich 1990 hatte der Gemeinderat folgende Verteilung: 10 ÖVP und 9 SPÖ.
- Nach den Gemeinderatswahlen in Niederösterreich 1995 hatte der Gemeinderat folgende Verteilung: 11 ÖVP und 8 SPÖ.[9]
- Nach den Gemeinderatswahlen in Niederösterreich 2000 hatte der Gemeinderat folgende Verteilung: 11 ÖVP und 8 SPÖ.[10]
- Nach den Gemeinderatswahlen in Niederösterreich 2005 hatte der Gemeinderat folgende Verteilung: 10 ÖVP und 9 SPÖ.[11]
- Nach den Gemeinderatswahlen in Niederösterreich 2010 hatte der Gemeinderat folgende Verteilung: 12 ÖVP und 7 SPÖ.[12]
- Nach den Gemeinderatswahlen in Niederösterreich 2015 hatte der Gemeinderat folgende Verteilung: 11 ÖVP, 4 BLS–Bürgerliste Lebenswertes Sigmundsherberg und 4 SPÖ.[13]
- Nach den Gemeinderatswahlen in Niederösterreich 2020 hatte der Gemeinderat folgende Verteilung: 13 ÖVP und 6 SPÖ.[14]
- Nach den Gemeinderatswahlen in Niederösterreich 2025 hat der Gemeinderat folgende Verteilung: 11 ÖVP, 5 SPÖ und 3 FPÖ.[15]

### Bürgermeister
- 1920–1923 Josef Bachmaier
- 1923–1934 Anton Huber
- 1934–1938 Franz Stift
- 1938–1945 Franz Siegert
- 1945–1962 Josef Gassner (SPÖ)
- 1962–1986 Ernest Schmid
- 1986–2005 Josef Waldher
- seit 2005 Franz Göd (ÖVP)

### Wappen
Das Wappen von Sigmundsherberg zeigt das „goldene Flügelrad der Eisenbahn“. Dies weist auf die Bedeutung der Eisenbahn auf die Entwicklung des Ortes hin. Der schachbrettartige Hintergrund des Wappenschildes stammt vom Wappen des Stiftes Geras, das ebenfalls große Bedeutung für Sigmundsherberg hatte.

### Partnergemeinden
- seit 1972 Berndorf im Bezirk Baden in Niederösterreich.

## Persönlichkeiten

### Ehrenbürger der Gemeinde
- Josef Waldher (1936–2018), Bürgermeister von Sigmundsherberg 1986–2005[16]

### Söhne und Töchter der Gemeinde
- Josef Gassner (1890–1969), niederösterreichischer Politiker, Landtagsabgeordneter und Bundesrat, von 1945 bis 1962 Bürgermeister von Sigmundsherberg, wurde in Sigmundsherberg geboren.
- Ernst Magerl (1896–1988), niederösterreichischer Politiker, Bezirksrichter und Landtagsabgeordneter, wurde in Rodingersdorf geboren.
- Karl Hrdlicka (1908–1989), niederösterreichischer Politiker und Landtagsabgeordneter, wurde in Sigmundsherberg geboren.
- Robert Krapfenbauer (1923–2005), österreichischer Statiker und Bauingenieur, wurde in Rodingersdorf geboren.
- Kurt Ohnsorg (1927–1970), Bildhauer und Keramiker, wurde in Sigmundsherberg geboren.